# Manufacture des rubans de Chevreuse
La Manufacture des rubans de Chevreuse, également appelée « Fabrique de draps d'or et de rubans de Chevreuse », fut créée en région parisienne. Dans les Lettres, instructions et mémoires de Colbert, Pierre Clément et Pierre de Brotonne relatent que Colbert écrivit en 1670 « le Roy désirant faire mettre dans sa bibliothèque des modèles des machines les plus curieuses, les intéressés en la manufacture de rubans établie à Chevreuse feront voir au sieur Niquet les nouveaux métiers sur lesquels se font plusieurs rubans à la fois, et lui laisseront prendre sur lesdits métiers les mesures dont il aura besoin. »